# Toronto (Ohio)
Toronto ist eine City am Ufer des Ohio-River im Jefferson County, Ohio. Das U.S. Census Bureau ermittelte bei der Volkszählung 2020 eine Einwohnerzahl von 5303.
Das Gebiet, damals noch als Newburg's Landing bekannt, wurde erstmals im 19. Jahrhundert besiedelt. Mit dem Bau der Bahnschienen wurde die Gegend in Sloan Station umbenannt. Im Jahre 1881 wurde die Stadt, nach einer Abstimmung, unter dem heutigen Namen amtlich eingetragen. Man schaute sich diesen Namen beim weltbekannten Toronto, Ontario in Kanada ab, da Thomas M. Daniels, der damalige Bürgervorsitzende, die kanadische Stadt als erstrebenswert empfand.
Während des 20. Jahrhunderts wurde die Stadt Mittelpunkt von Schwerindustrie mit einer großen Anzahl von Fabriken in und um die Stadt. In den 1980er und 1990er Jahren ging die Wirtschaft Torontos, ebenso wie die der Rest der Umgebung, stark zurück, als sich das Angebot von Arbeitsplätzen in der Fertigung deutlich dezimierte. Heutzutage ist die Titanium Metals Corporation der einzige große, verbliebene Arbeitgeber. Doch auch dieser stellt von Jahr zu Jahr weniger Arbeiter an. Mittlerweile ist die Stadt recht verarmt.
Lokale Sehenswürdigkeiten sind unter anderem die Toronto High School, die Blue Danube Bar, Margaret’s Cafe sowie die Toronto Police Station.

## Berühmte Söhne und Töchter der Stadt
- Clarke Hinkle (1909–1988), Footballspieler
- Gary A. Myers (1937–2020), Politiker
- Robert Urich (1946–2002), Schauspieler